# تمرد نات تيرنر

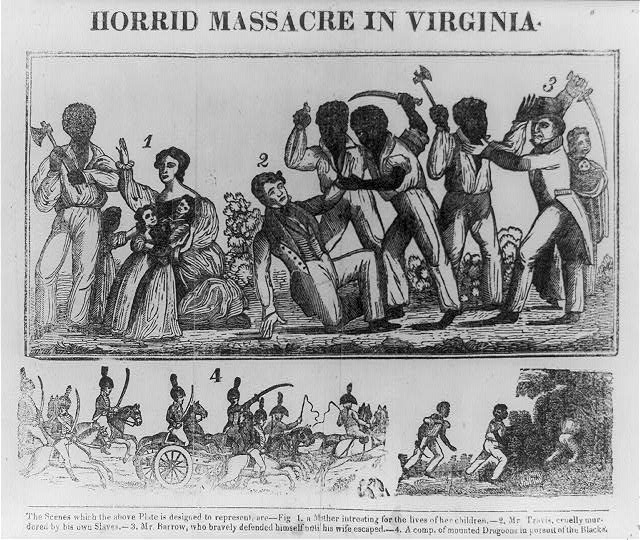
نقش يصور التمرد، 1831

تمرّد نات تيرنر (وتعرف أيضًا باسم تمرد ساوثامبتون) هو تمرد للعبيد وقع في مقاطعة ساوثهامبتون بولاية فرجينيا في أغسطس 1831.
قاد التمرد رجل يدعى نات تيرنر، وهو عبد كان يعرف القراءة والكتابة، وكان متدينا ويقرأ الإنجيل أمام رفاقه العبيد ويئمهم في الطقوس الدينية. كانت تراوده الرؤى بين الحين والآخر والتي أثرت على حياته، وجعلت رفاقه يعتبرونه نبيا. قرر تيرنر دعوة زملائه العبيد للتمرد بعد أن أصبح مقتنعا أن الرب يدعوه للتمرد في تلك الرؤى.
بدأ التمرد في 21 أغسطس بعد شهر من رؤيته للكسوف، والذي اعتبره علامة من الرب. بدأ التمرد مع عدد من زملائه العبيد الموثوق بهم، وفي النهاية جمع أكثر من 70 من السود المستعبدين والأحرار، وقاتل بعضهم على ظهور الخيل. انتقل المتمردون من منزل إلى آخر، وحرروا العبيد وقتلوا كل شخص أبيض قابلوه.
قتل العبيد المتمردون ما بين 55 إلى 65 شخصًا، 51 منهم على الأقل من البيض. وأُخْمِدَ التمرد في غضون بضعة أيام من قبل ميليشيا ولاية فرجينيا، ذلك أن المتمردين اعتمدوا على الأسلحة اليدوية وكانوا قلة أمام الميليشيا التي فاقتهم في العدد والعتاد. قُمِعَ التمرد بشكل كامل في عزبة بلمونت في صباح يوم 23 أغسطس 1831. نظمت ميليشيات البيض خملات للانتقام من العبيد، وأعدمت الولاية 56 عبداً اتهموا بأنهم اشتركوا في التمرد، وعوقب العديد من العبيد الذين لم يشتركوا في التمرد. قُتل حوالي 120 من العبيد والسود الأحرار على يد الميليشيات والغوغاء في المنطقة، على أن عددا كبيرا منهم لم يشارك في التمرد. كما سرت شائعات أن التمرد انتشر في أماكن أخرى في الجنوب، وسُجِّلَ وقوع هجمات على السود.
نجح تيرنر في الاختباء لأكثر من شهرين بعد هزيمته، ثم اكتشفه مزارع أبيض بين قبيلة نوتواي الهندية في المنطقة. تمت محاكمته في 5 نوفمبر 1831 وحكم عليه بالإعدام. شُنِقَ يوم 11 نوفمبر في ساوثهامبتون وقطعت جثته.
أقرت الهيئات التشريعية للولاية قوانين جديدة تحظر تعليم العبيد والسود الأحرار،  وقيدت حقوق التجمع والحريات المدنية الأخرى بالنسبة للسود الأحرار، وأمرت أن يؤم القساوسة البيض جميع الأحداث الدينية، كما سنّت ولايات أخرى في الجنوب قوانين مماثلة.